# جان ویثرسپون
جان ویثرسپون (به انگلیسی: John Witherspoon)؛ (زادهٔ ۲۷ ژانویهٔ ۱۹۴۲ - درگذشته ۲۹ اکتبر ۲۰۱۹) هنرپیشه و کمدین اهل ایالات متحده آمریکا بود.

## گزیده فیلم‌شناسی

### فیلم‌ها
- خواننده جاز (فیلم ۱۹۸۰) (۱۹۸۰)
- پرنده (فیلم ۱۹۸۸) (۱۹۸۸)
- بومرنگ (فیلم ۱۹۹۲) (۱۹۹۲)
- مترومن (فیلم) (۱۹۹۳)
- غریزه کشنده (۱۹۹۳)
- جمعه (فیلم ۱۹۹۵) (۱۹۹۵)
- خون‌آشام در بروکلین (۱۹۹۵)
- بول‌ورث (۱۹۹۸)
- شیفته زن‌ها (فیلم ۲۰۰۰) (۲۰۰۰)
- نیکی کوچک (۲۰۰۰)
- دکتر دولیتل ۲ (۲۰۰۱)
- مرد کوچک (فیلم) (۲۰۰۶)
- بعد از سکس (۲۰۰۷)
- هزار کلمه (فیلم) (۲۰۱۲)

### برنامه‌های تلویزیونی
- ۲۲۷ (میلادی) (۱۹۸۷)
- مدیریت خشم (مجموعه تلویزیونی) (۲۰۱۴)
- دینامیت سیاه (مجموعه تلویزیونی) (۲۰۱۴)
- جانوران. (۲۰۱۶)